# Sin Dios
I Sin Dios sono una hardcore/anarcho punk band spagnola formatasi nel 1988 a Madrid.
Inizialmente suonavano in case occupate le loro canzoni sul libertarismo e sull'anarchia
In tutto hanno prodotto otto album con la loro etichetta, la Potential hardcore. Il 30 luglio 2006 hanno annunciato di voler cessare la loro attività musicale e di voler continuare la lotta su altri fronti.

## Discografia
- 1990 - ...Ni Amo (demo)
- 1991 - Ruido Anticapitalista
- 1993 - Alerta Antifascista
- 1997 - Guerra, A La Guerra
- 1999 - Solidaridad
- 2000 - Ingobernables
- 2002 - Odio Al Imperio
- 2005 - Recortes de Libertad